# Ogre Battle 64: Person of Lordly Caliber
Ogre Battle 64: Person of Lordly Caliber (オウガバトル64 Person of Lordly Caliber) est un tactical RPG développé par Quest et édité par Atlus aux États-Unis et par Nintendo au Japon. Le jeu est sorti en 1999 au Japon et en 2000 aux États-Unis sur Nintendo 64. Il est le troisième jeu de la série Ogre Battle.
L'histoire est ancrée dans un univers d'heroic fantasy.

## Trame
Le jeu relate l'histoire de Magnus Gallant, un jeune diplômé de l'École militaire Ischka et du capitaine Fledgling, dans la région du Sud de Palatinus, Alba.
Comme la guerre civile fait rage dans le pays, Magnus décide finalement de rejoindre la révolution avec son chef, Frederick Raskin, en libérant d'abord la région du sud avec l'aide du Zenobians, alors Nirdam et en s'unissant avec eux, en rendant ensuite la Région de L'est de Capitrium à l'église Orthodoxe et en marchant finalement vers la capitale de Latium.
Il y a six fins possibles, Dans l'une, Magnus est mis à la porte de l'armée révolutionnaire, parce qu'ils le considèrent comme "un monstre" qui installe ses convictions par la force. Réalisant que ses efforts et ses actions ont été vains, il disparaît et les gens oublient le grand général qui les a sauvés une fois, en garantissant ainsi la destruction de Palatinus.
Dans une autre fin, il est appelé "Général Magnus Gallant, le gardien de Palatinus."
Dans la dernière, où Frederick meurt dans la guerre contre les tribus de l'Est de Gallea et de Zeteginia, qui ont voulu envahir Palatinus directement après Lodis l'ai affaibli, il est appelé : « Magnus Gallant, le Roi Paladian ». Sa souveraineté exemplaire sera toujours dans l'esprit des gens et son fils Aeneas Gallant prend le Trône, à la suite de la gloire de son père.

## Accueil
- GameSpot : 9,1/10[1]
- IGN : 8,8/10[2]